# Roland Juno-106

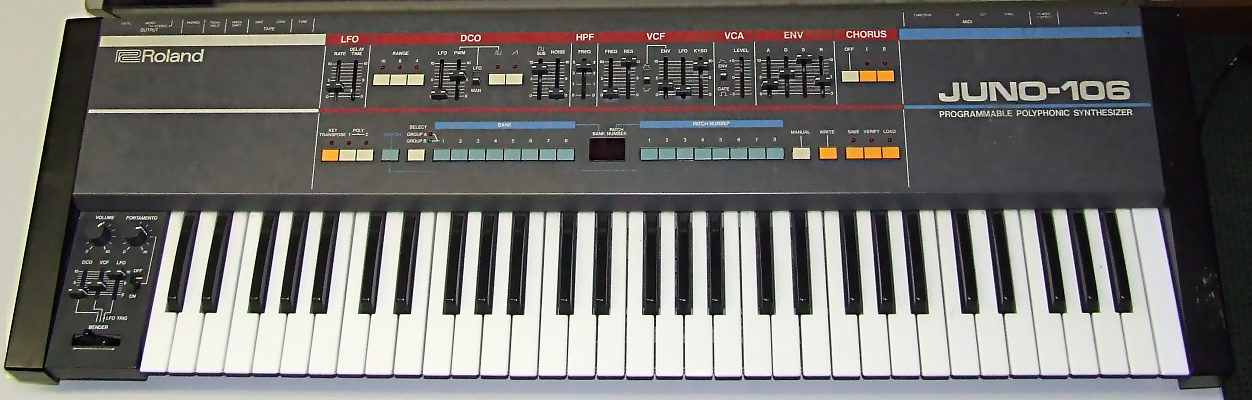
Roland Juno-106

Der Roland Juno-106 ist ein polyphoner digital-analog-Hybrid Synthesizer der vom Unternehmen Roland in den Jahren 1984 bis 1988 produziert wurde. Der Juno-106 verfügt über digital gesteuerte Oszillatoren, digitale Hüllkurvengeneratoren, analoge Filter und einen analogen Signalweg. Die Tastatur verfügt über 61 Tasten und 5 Oktaven. Nach wie vor soll der Juno-106 in Musikproduktionsstudios zu finden sein, für Live-Auftritte von Bands genutzt werden und es gibt eine Reihe von Software-Emulationen für dieses Modell.

## Musiker
Der Juno-106 wurde von zahlreichen Musikern verwendet, z. B.: 808 State, Alien Sex Fiend, Apollo 440, Autechre, Cabaret Voltaire, Chemical Brothers, Daft Punk, D.A.V.E. The Drummer, Depeche Mode, Fatboy Slim, Frankie Goes to Hollywood, Laurent Garnier, Philip Glass, Human League, Incognito, Inner City, Infected Mushroom, Jean-Michel Jarre, Kenny Larkin, Leftfield, Sean Lennon, George Michael, Moby, William Orbit, Pet Shop Boys, The Prodigy, Kevin Saunderson, Eurythmics, Shamen, Tangerine Dream, Underworld, Vangelis, Joanna Newsom und Teddy Park.